# Авінмул
Авінмул (англ. Awinmul), також авінміл (англ. Awinmil), — корінний народ Північної території Австралії.
Авінмул займають 4700 км2 від Brocks Creek до водоспаду Едіт і гирла річки Мері. На півночі авінмул межують з авараями.
Через тривалу і сильну посуху на початку XX століття, кількість авінмул різко скоротилася.